# 中国戏剧学会
中国戏剧学会，民国时期的一个话剧演出团体，简称“中剧”。1936年成立于南京，发起人是曹禺、马彦祥、戴涯。戴涯担任中剧会长兼导演、演员。中剧成立后，第一齣打炮戏就是曹禺的《雷雨》。在这次演出中，曹禺亲自登台出演周朴园。抗战时期，撤退到西北地区演出。抗战结束后，返回南京，在南京、上海一带演出。1949年前夕停办。